# Ломновский, Пётр Карлович
Пётр Карлович Ломновский (1798 ― 27 января 1860) ― русский военный инженер и педагог. Генерал-лейтенант Русской императорской армии, начальник Николаевского инженерного училища в 1844—1860 гг. и Николаевской инженерной академии в 1855—1860 годах.

## Биография

### Ранние годы и начало службы
Родился в 1798 году. Отец — Карл Петрович Ломновский, капитан (на 1826 год).
На военной службе с 1814 года. В 1817 году окончил Главное инженерное училище, после чего был произведён в прапорщики. В 1819 году в рядах первого выпуска окончил Офицерские классы Главного Инженерного Училища по первому разряду, с отличным успехом. Его имя было внесено на мраморную доску Почёта в конференц-зале училища. По окончании получил звание подпоручика.

### Педагогическая деятельность
С 1821 года служил преподавателем строительного искусства в Главном инженерном училище. Участвовал в решении архитектурных и конструктивных проблем возводимого с 1818 по 1858 г. Исаакиевского собора, в частности занимался расчётами купола. С 1827 года был начальником контроля Строительной комиссии, наблюдавшей за сооружением собора: «…в продолжение 31 года службы своей при строительстве Исаакиевского собора, имел постоянное наблюдение за успешным и правильным ходом работ и неутомимый в своей деятельности весьма много содействовал и окончанию строения» ― так говорится о нём в одном из отчётов.
С 1832 года занимал должность помощника начальника Главного инженерного училища и инспектора по Инженерному ведомству. В 1834 году был произведён в полковники. Был знаком с Ф. М. Достоевским, который во второй половине 1830-х учился Главном инженерном училище.
С 11 ноября 1844 года по 27 января 1860 года — начальник Главного инженерного училища (с 21 февраля 1855 года — Николаевского, в честь памяти императора Николая I, основателя учебного заведения), а с 21 февраля 1855 — также и Николаевской инженерной академии). Был членом Военно-учёного и Военно-цензурного комитетов и совета Главного управления путей сообщений и публичных зданий.
Генерал-майор (1845). Генерал-лейтенант (1853).
В 1845 году в течение нескольких месяцев пребывал во Флоренции на заготовке мрамора для строительства Исаакиевского собора. Согласно рассказу Н. С. Лескова «Инженеры-бессребренники», генерал был замешан в коррупционной схеме по хищению казённых денег, за что получил прозвище «Мраморный».
В период руководства Училищем перевёл на русский язык сочинения барона Эльснера по фортификации: «Курс военно-строительного искусства» (в двух частях, 1827―1831). Были устроены учебные мастерские для обучения кондукторов. Успех организации процесса образования в учебном заведении, руководимым Ломновским, подтверждается результатами ревизии, проведённой в 1850 году: «…программы и руководства по всем предметам удовлетворяют требованиям и цели образования военного и воспитания общего, метода учения военно-учебного заведения основана не на работе памяти, а на развитии мышления» ― так говорится в отчёте.
В 1852 году участвовал в согласовании учебных программ Главного инженерного училища с учебными программами Кадетского корпуса, воспитанники которого были основными кандидатами для поступления в офицерские классы. 30 августа 1855 года Офицерские классы Главного ИУ также были переименованы в Николаевскую инженерную академию, при этом Николаевская ИА вошла в объединенную Императорскую Военную академию.
Во время Крымской войны 1853—1856 гг. Ломновский способствовал внедрению опыта инженерного обеспечении боевых действий. После 1856 года принял участие в разработке новых правила для производства в офицеры кандидатов из числа юнкеров и унтер-офицеров сапёрного батальона и конно-пионерного дивизиона. Оставлены в Училище репетиторами выпускники — будущие крупнейшие учёные (Герсеванов, Войницкий, Орда, Карлович, Кюи, Иохер и др.).

### Отзывы современников
В историческом очерке развития Главного Инженерного училища, составленном в 1869 году, даётся следующая характеристика Петра Карловича Ломновского:

«Ничто не ускользало от зоркого глаза Петра Карловича, имевшего необыкновенные способности побуждать к занятиям и заставлять учиться даже беспечных и нерадивых... Он... постоянно присутствовал на лекциях, репетициях и экзаменах, и вследствие этого отлично знал всех обучавшихся в Училище, их способности и наклонности; в этом отношении, благодаря своей наблюдательности, он почти не ошибался».
Николай Семёнович Лесков в рассказе «Привидение в Инженерном замке», посвящённом не столько генералу Ломновскому, сколько его жене Анастасии Кирилловне, даёт следующее описание характера Ломновского:

«Он едва ли был любимым начальником у кадет и, как говорят, будто бы не пользовался лучшею репутациею у начальства. Причин к этому у них насчитывали много: находили, что генерал держал себя с детьми будто бы очень сурово и безучастливо; мало вникал в их нужды; не заботился об их содержании, - а главнее, был докучлив, придирчив и мелочно суров. В корпусе же говорили, что сам по себе генерал был бы ещё более зол, но что неодолимую его лютость укрощала тихая, как ангел, генеральша, которой ни один из кадет никогда не видал, потому что она была постоянно больна, но считали её добрым гением, охраняющим всех от конечной лютости генерала.»

### Семья

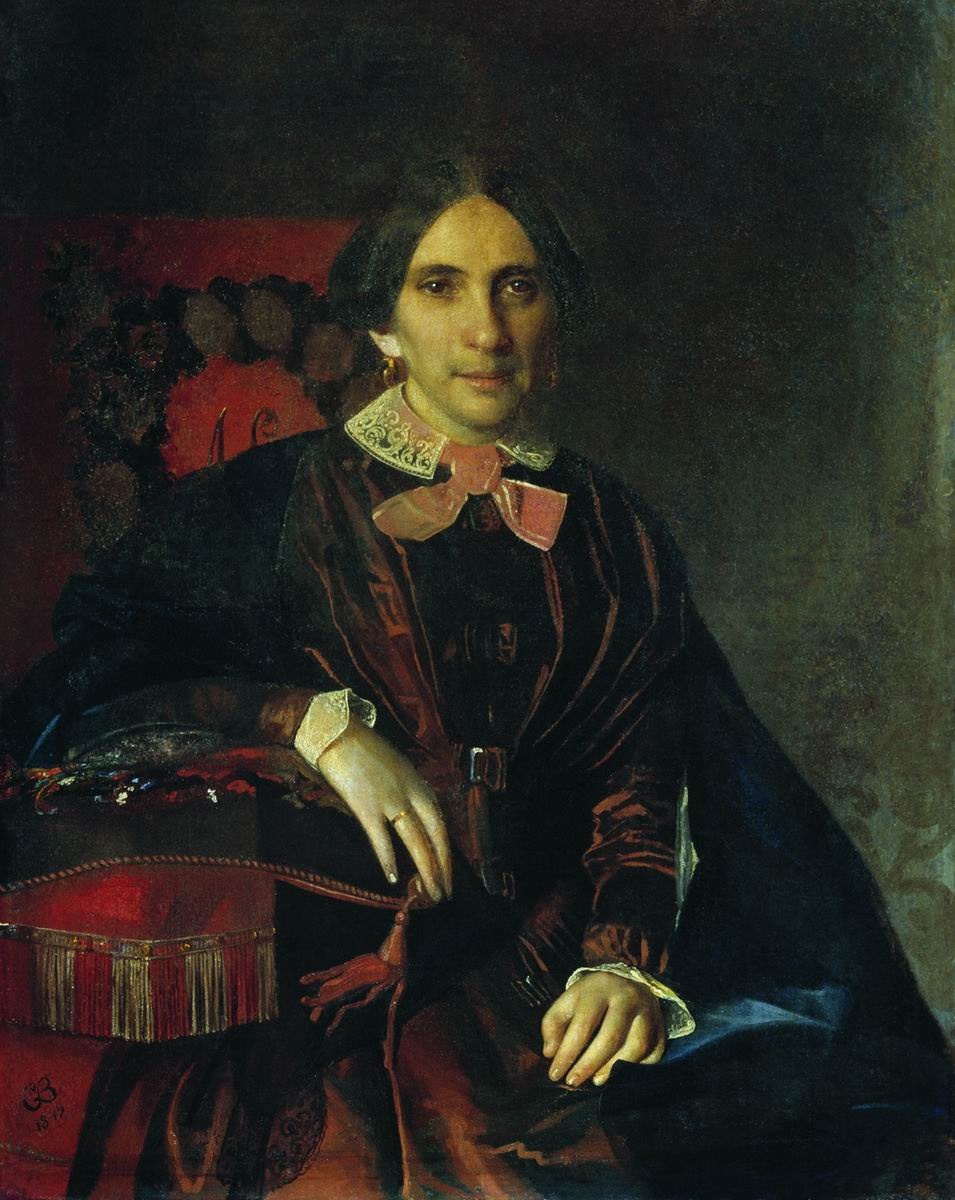
Портрет А. К. Ломновской, 1849. Художник ― С. К. Зарянко

Супруга — Анастасия Кирилловна, урождённая Михайловская, дочь действительного тайного советника и сенатора Кирилла Григорьевича Михайловского (1760―1841). В семье было девять детей:
- Николай (около 1831—?) — выпускник Офицерских классов Главного инженерного училища (1851), военный инженер, полковник, командир 2-го Кавказского сапёрного батальона;
- Пётр (около 1835—?) — военный инженер, полковник;
- Софья (?—?) — замужем за Владимиром Гавриловичем Зуевым (1819—1900), генерал-лейтенантом;
- Владимир (1845—?) — окончил Пажеский корпус (1865) с занесением имени на мраморную доску корпуса, из камер-пажей в гражданскую службу коллежским секретарем, председатель Пермского окружного суда, опись дел (1896—1917), тайный советник, был женат;
- Константин (1846—1908) — топограф, геодезист и картограф, генерал-лейтенант, профессор Николаевской академии Генерального штаба;
- Александр (?—?) — полковник.

### Награды
Был отмечен орденам св. Станислава I степени, св. Анны I степени. (1849), знаком отличия за 25 лет беспорочной службы и прочими наградами.